# Parque nacional de Balphakram
El parque nacional de Balpakram es un parque nacional de la India que va desde menos de 200 a más de 800 m s. n. m., cerca de las colinas Garo, en el estado de Meghalaya, en India. A menudo es mencionado como la morada de vientos perpetua, así como la tierra de espíritus.

## Flora
El parque tiene vegetación de árboles caducifolios y subtropicales. Entre las plantas por las que es conocido se encuentran plantas carnívoras, además de muchas plantas medicinales llamadas Dik.ke.

## Fauna
En este parque encontramos dos especies que lo hacen famoso, el Muntíaco de la India o común y el gato dorado asiático. Habitualmente pueden verse también ejemplares de búfalo de agua salvaje, panda rojo, elefante y ocho especies de felinos incluyendo al tigre y el gato jaspeado.
Hay especies salvajes de babuinos y monos en el bosque. Los ríos y lagos en la reserva de la vida salvaje son el hábitat de varias especies de aves. 